# Yaginumanis wanlessi
Yaginumanis wanlessi är en spindelart som beskrevs av Zhang J., Li D. 2005. Yaginumanis wanlessi ingår i släktet Yaginumanis och familjen hoppspindlar. Inga underarter finns listade i Catalogue of Life.